# Motagua
Motagua (španělsky Río Motagua) je jednou z nejvýznamnějších řek ve Střední Americe. Téměř celý její tok protéká Guatemalou, jen posledních pár kilometrů tvoří její vedlejší rameno státní hranici mezi Guatemalou a Hondurasem. Z celkové rozlohy povodí vzniklé sečtením povodí samotné řeky a jejího přítoku Río Grande de Zacapa leží 15 132 km² v Guatemale (cca 90%), zbývajících 10%  plochy povodí leží v Hondurasu. Motagua je kvůli silnému znečištění považována za „nejšpinavější řeku světa”.

## Průběh toku
Řeka pramení v horách v guatemalském departementu El Quiché u města Chichicastenango, severně od jezera Atitlán. Protéká Guatemalou směrem od západu k východu.

## Znečištění
Řeka je velice silně znečištěna nečištěnou odpadní vodou, průmyslovým odpadem, tunami odpadků a černou vodou z Guatemala City. Motagua je považována za „nejvíce špinavou řeku světa”, která má 2% podíl na celkovém objemu odpadu ve světových oceánech. Nezisková organizace The Ocean Cleanup si řeku vybrala jako testovací místo pro svůj experimentální záchytný plot na odpadky, kterým se z řeky snaží filtrovat pevný znečišťující materiál.

## Využití
Podél středního a dolního toku vede údolím řeky jediná funkční železniční trať v Guatemale, která spojuje hlavní město Ciudad de Guatemala a přístavní město Puerto Barrios . Železnice slouží především pro transport zemědělských produktů (banány, káva) z vnitrozemí na pobřeží, kde je překládáno do lodí a exportováno do zahraničí. Poblíž řeky bylo vystavěno mayské město Quiriguá, které je dnes zapsáno do seznamu světového kulturního dědictví UNESCO.